# Чемпіонат УСРР з легкої атлетики 1936
Чемпіонат УСРР з легкої атлетики 1936 року відбувся в Харкові на стадіоні «Динамо».
Особисто-командна першість України за територіальним принципом відбулась після семирічної перерви. На змаганнях були встановлені 2 нових рекорди УРСР. Марія Поваляєва поліпшила республіканське досягнення у бігу на 80 м з бар'єрами (12,9), а Степан Дмитрієв першим серед українців подолав 14-
метровий рубіж у потрійному стрибку (14,055 м).

## Медалісти

### Чоловіки
| Дисципліни             | Золото                       | Золото      | Срібло | Срібло | Бронза | Бронза |
| ---------------------- | ---------------------------- | ----------- | ------ | ------ | ------ | ------ |
| 100 метрів             | Марко Воликов Харків         | 10,6        |        |        |        |        |
| 200 метрів             | Микола Богодуховський Харків | 23,2        |        |        |        |        |
| 400 метрів             | Василь Соха Харків           | 51,8        |        |        |        |        |
| 800 метрів             |                              |             |        |        |        |        |
| 1500 метрів            | Іван Погребняк Київ          | 4.14,5      |        |        |        |        |
| 5000 метрів            |                              |             |        |        |        |        |
| 10000 метрів           |                              |             |        |        |        |        |
| 110 метрів з бар'єрами | Олександр Канакі Київ        | 15,6        |        |        |        |        |
| Стрибки у висоту       | Єсауленко Харків             | 1,75 м      |        |        |        |        |
| Стрибки з жердиною     | Леонід Слободяник Київ       | 3,50 м      |        |        |        |        |
| Стрибки у довжину      | Олександр Дулін Харків       | 6,68 м      |        |        |        |        |
| Потрійний стрибок      | Степан Дмитрієв Київ         | 14,055 м NR |        |        |        |        |
| Штовхання ядра         | Олександр Канакі Київ        | 14,25 м     |        |        |        |        |
| Метання диска          | Олександр Канакі Київ        | 43,69 м     |        |        |        |        |
| Метання молота         | Микола Виставкін Харків      | 45,19 м     |        |        |        |        |
| Метання списа          | Йосип Шедько Харків          | 53,69 м     |        |        |        |        |

### Жінки
| Дисципліни            | Золото                 | Золото  | Срібло | Срібло | Бронза | Бронза |
| --------------------- | ---------------------- | ------- | ------ | ------ | ------ | ------ |
| 100 метрів            | Зоя Синицька Харків    | 12,7    |        |        |        |        |
| 200 метрів            | Лідія Волобуєва Харків | 27,4    |        |        |        |        |
| 800 метрів            | Клара Фрумкіна Харків  | 2.26,7  |        |        |        |        |
| 80 метрів з бар'єрами | Марія Поваляєва Київ   | 12,9    |        |        |        |        |
| Стрибки у довжину     | Лідія Ігнатенко Харків | 5,32 м  |        |        |        |        |
| Штовхання ядра        | Зінаїда Борисова Київ  | 11,45 м |        |        |        |        |
| Метання диска         | Зоя Синицька Харків    | 37,65 м |        |        |        |        |
| Метання списа         | Зінаїда Борисова Київ  | 31,42 м |        |        |        |        |